# Шпринге
Шпринге (нем. Springe) — город в Германии, в земле Нижняя Саксония.
Входит в состав района Ганновер. Население составляет 29 301 человек (на 31 декабря 2010 года). Занимает площадь 159,78 км². Официальный код — 03 2 41 017.
Город подразделяется на 12 городских районов.
| Год  | Население |
| ---- | --------- |
| 1990 | 29 533    |
| 1995 | 29 830    |
| 2000 | 29 997    |
| 2005 | 29 823    |
| 2010 | 29 356    |